# Бущанська сільська рада
Бущанська сільська́ ра́да — колишній орган місцевого самоврядування у Здолбунівському районі Рівненської області. Адміністративний центр — село Буща.

## Загальні відомості
- Бущанська сільська рада утворена в 1939 році.
- Територія ради: 33,085 км²
- Населення ради: 1 210 осіб (станом на 2001 рік)
- Територією ради протікає річка Збитинка.

## Населені пункти
Сільській раді були підпорядковані населені пункти:
- с. Буща
- с. Борщівка Друга
- с. Борщівка Перша

## Склад ради
Рада складалася з 16 депутатів та голови.
- Голова ради: Безушко Василь Павлович
- Секретар ради: Денисюк Алла Іванівна

### Керівний склад попередніх скликань
| Прізвище, ім'я, по батькові  | Основні відомості                                                                       | Дата обрання | Дата звільнення |
| ---------------------------- | --------------------------------------------------------------------------------------- | ------------ | --------------- |
| Суходола Георгій Никифорович | Сільський голова, 1935 року народження, безпартійний                                    | 26.03.2006   | 31.10.2010      |
| Безушко Василь Павлович      | Сільський голова, 1961 року народження, освіта середня спеціальна, член Народної партії | 31.10.2010   |                 |

Примітка: таблиця складена за даними сайту Верховної Ради України

## Населення
Згідно з переписом УРСР 1989 року чисельність наявного населення сільської ради становила 1382 особи, з яких 642 чоловіки та 740 жінок.
За переписом населення України 2001 року в сільській раді мешкало 1200 осіб.

### Мова
Розподіл населення за рідною мовою за даними перепису 2001 року:
| Мова       | Відсоток |
| ---------- | -------- |
| українська | 99,42 %  |
| російська  | 0,41 %   |
| білоруська | 0,17 %   |